# 香港焚化爐
以下是香港各個焚化爐及火葬設施的列表：

## 廢物處理焚化爐

### 污泥焚化爐
香港唯一的污泥處理設施「T·PARK 源·區」位於屯門曾咀，每日可處理2,000公噸污泥。有關設施的撥款在2009年獲立法會財委會通過，於2016年啟用。污泥（污水處理後產生的殘留物）在該設施被焚化後會被送往堆填區，過程中可將污泥體積減少90%。焚化爐所產生的熱能會轉化成電力，除可供應設施所需外，剩餘電力會輸出至電網。T·PARK 源·區亦設有海水化淡廠，所製造的淡水供設施使用。市民可在網上預約導賞團了解焚化爐運作，亦可免費使用能夠容納100人的水療中心。

### 垃圾焚化爐
2013年3月25日，環保署發表2012年年報，表示決定在毗鄰石鼓洲的人工島建造第一期焚化爐。2017年11月30日，石鼓洲焚化爐完成招標，「綜合廢物管理設施第一期」的設計、建造和營運合約由吉寶西格斯—振華聯營公司成功投得，預期2025年完成。該焚化爐設有發電設備，並將以海底電纜將產生的電力輸入中電電網。
2022年，港府表示擬於屯門曾咀中部煤灰湖興建第二座焚化爐I·PARK2。環保署文件指大部分項目工地內都只有偏低或十分低的生態價值。因此毋須就相關損失採取緩解措施。 I·PARK2有望於2025年招標興建，目標於2030年投產。

### 病理廢物焚化爐
以下的醫院擁有用以處理人體肢體及器官的小型的焚化設施。
- 屯門醫院
- 仁濟醫院

### 已關閉的垃圾焚化設施
當初港英政府計劃興建焚化爐之前，所收集的垃圾都會運送到醉酒灣堆填區。1963年，政府宣布醉酒灣堆填區於1970年代關閉時，亦決定興建幾座焚化爐取代。但由於全港各焚化爐均對周邊社區滋擾嚴重，政府衛生福利科於1986年宣佈將恢復堆填為主的垃圾處理方案，並於1990年代關閉所有焚化爐。
下列垃圾焚化爐仍在營作時，分別由市政局及區域市政局負責管理，並由機電工程署代為操作及保養，各焚化爐已於1990年代先後停用，並於1990年代和2000年代之間陸續清拆。
- 堅尼地城焚化爐（1993年關閉，2007年清拆）
- 荔枝角焚化爐（1990年12月關閉，1992年清拆）
- 梅窩焚化爐（已於1994年關閉及清拆）
- 葵涌焚化爐（1997年關閉，2008年清拆）

## 火葬場
用以焚化人體遺骸的火葬場，目前由食物環境衞生署管理。
- 歌連臣角火葬場
- 鑽石山火葬場
- 富山火葬場
- 葵涌火葬場
- 和合石火葬場
- 長洲火葬場

### 引用
1. ↑  . 星島 (新浪). 2009年6月6日  [2012年4月19日]. （原始内容存档于2009年6月11日）. （页面存档备份，存于）
2. ↑  . 文匯報. 2010年10月28日  [2012年4月19日]. （原始内容存档于2011年3月7日）. （页面存档备份，存于）
3. ↑  . 香港特別行政區政府新聞公報. 2016-05-19  [2022-12-30]. （原始内容存档于2022-12-30）. （页面存档备份，存于）
4. ↑  . 东方日报 (香港). 2016年5月19日  [2016年5月19日]. （原始内容存档于2020年8月22日）. （页面存档备份，存于）
5. ↑  . 東網. 2022-09-08.
6. ↑  . 東網. 2022年7月25日  [2022年10月7日]. （原始内容存档于2022年7月25日）. （页面存档备份，存于）